# Oxytropis jordalii
Oxytropis jordalii är en ärtväxtart som beskrevs av Alf Erling Porsild. Oxytropis jordalii ingår i släktet klovedlar, och familjen ärtväxter. Inga underarter finns listade i Catalogue of Life.